# Rassemblement des Républicains
Rassemblement des Républicains (RDR) ist eine liberale Partei der Elfenbeinküste (Côte d’Ivoire).
Ihr derzeitiger Vorsitzender ist Alassane Ouattara, der Präsident der Elfenbeinküste, ihre stärkste Anhängerschaft hat sie im vorrangig muslimischen Norden des Landes.

## Geschichte
Das RDR wurde in der Mitte des Jahres 1994 durch Abspaltung von der damaligen Einheitspartei Parti Démocratique de Côte d’Ivoire gegründet. Ihr erster Generalsekretär wurde Djéni Kobina. Bei den Präsidentschaftswahlen 1995 stellte das RDR Alassane Ouattara, der bereits zwischen 1990 und 1993 Premierminister des Landes gewesen war, als Kandidat auf. Ouattara wurde jedoch aus der Wahl ausgeschlossen, wobei das Wahlgesetz wahrscheinlich zu diesem Zweck modifiziert worden war. Der RDR boykottierte daraufhin die Wahl.
Der erste ordentliche Parteitag des RDR fand am 2. und 3. Juli 1995 statt. Auf diesem Parteitag wurde Ouattara als Präsidentschaftskandidat aufgestellt. Nach dem Tod von Kobina fand im Januar 1999 der erste außerordentliche Parteitag statt, um einen neuen Generalsekretär zu wählen. Am 1. August 1999, auf dem zweiten außerordentlichen Parteitag, wurde Ouattara zum Vorsitzenden des RDR gewählt und als Kandidat zur nächsten Präsidentschaftswahl aufgestellt.
Ouattara stellte fest, dass er bei den für das Jahr 2000 festgesetzten Wahlen kandidieren könne, und verwies auf Papiere, die beweisen sollten, dass beide seiner Eltern in der Elfenbeinküste geboren worden waren. Er wurde jedoch beschuldigt, die Dokumente gefälscht zu haben, und eine Untersuchung wurde eingeleitet. Im Oktober 1999 wurde sein Staatsbürgerschaftsnachweis annulliert und einen Monat später wurde ein Haftbefehl ausgestellt., obwohl er sich zu diesem Zeitpunkt in Frankreich aufhielt.
Das RDR rief zu Demonstrationen zugunsten Ouattaras Kandidatur auf und am 27. September fand eine Demonstration mit 10.000 Teilnehmern in Abidjan statt. Am 27. Oktober wurden mehrere RDR-Funktionäre, darunter die damalige Generalsekretärin der Partei, Henriette Diabaté, festgenommen, weil sie für die Ausschreitungen bei diesen Protestmärschen verantwortlich gemacht wurden. Sie wurden im November zu Haftstrafen verurteilt. Beim Weihnachtsputsch am 23. Dezember 1999 war eine der Forderungen der Rebellen die Freilassung der RDR-Führung. Präsident Henri Konan Bédié lehnte die Forderungen ab, am 24. Dezember übernahmen die Rebellen die Macht und entließen die RDR-Führung aus den Gefängnissen. Ouattara kehrte am 29. Dezember in die Elfenbeinküste zurück und pries die Absetzung Bédiés als „Revolution, die von allen Ivorern unterstützt“ werde.
Obwohl Ouattara den Militärputsch unterstützt hatte, wurde seine Kandidatur zu der Präsidentschaftswahl des Jahres 2000 neuerlich vom Obersten Gericht abgelehnt. Als Grund wurde erneut angegeben, dass die Nationalität der Eltern Ouattaras nicht als ivorisch nachgewiesen sei. Das RDR boykottierte in der Folge die Präsidentschaftswahl und auch die Parlamentswahlen, wobei das RDR trotzdem fünf der 225 Parlamentssitze errang.
Seit 2003 ist das RDR ein Vollmitglied der Liberalen Internationalen; er trat dieser Organisation auf ihrem Kongress in Dakar bei. Außerdem ist die Partei Mitglied der Christlich Demokratischen Internationalen.
Am 18. Mai 2005 unterschrieben das RDR, die Parti Démocratique de Côte d’Ivoire (PDCI), die Union pour la démocratie et la paix en Côte d’Ivoire (UDPCI) und das MFA eine Koalition namens Rassemblement des Houphouétistes pour la Démocratie et la Paix, trotz ihrer jahrelangen Feindschaft, um gemeinsam zu der Präsidentschaftswahl, die für den Oktober 2005 angesetzt war, zu kandidieren. Diese Präsidentschaftswahl wurde jedoch immer wieder verschoben und schließlich am 28. Oktober 2010 und am 28. November 2010 durchgeführt.
Im Mai/Juni 2008 spaltete sich eine neue Partei vom RDR ab: Zémogo Fofana, Vizebürgermeister der Stadt Boundiali im Nordteil der Elfenbeinküste und Ex-Minister, gründete seine eigene Partei, die Alliance pour une Nouvelle Côte d’Ivoire.
Ouattara wurde am 2. Parteitag des RDR vom 1. bis 3. Februar 2008 erneut zum Präsidentschaftskandidaten gewählt, und seine Funktion als Vorsitzender des RDR wurde um fünf Jahre verlängert. Auf dem Parteitag sprach er auch eine Einladung an die früheren Rebellen der Forces Nouvelles aus, zusammen mit dem RDR an der Wahl teilzunehmen.